# Gârde, Alba
Gârde este un sat în comuna Bistra din județul Alba, Transilvania, România.
Localitatea actuală nu apare pe Harta Iosefină a Transilvaniei din 1769-1773 (Sectio 122). 